# Hallenradsport-Weltmeisterschaften 2002
Die Hallenradsport-Weltmeisterschaften 2002 fanden vom 25. bis 27. Oktober 2002 in Dornbirn, Österreich statt. Es wurden Wettkämpfe im Radball und Kunstradfahren ausgetragen. Die erfolgreichste Nation war Deutschland, welche drei der fünf Goldmedaillen gewann. Veranstaltungsort war das Messestadion Dornbirn.
Während der WM wurde außerdem noch zum 3. Mal der Internationale Preis des Fördervereins Hallenradsport in der Kategorie 4er-Kunstradfahren der Frauen verliehen. Gewonnen hat das Team aus Deutschland vor den Teams aus der Schweiz und Österreich.

## Radball
Es wurde ein 2er-Teamwettkampf bei den Herren durchgeführt.

### Modus
Das Turnier umfasste zwei Gruppen: Gruppe A mit den sechs stärksten Nationen des Vorjahres und die Gruppe B mit acht schwächeren Mannschaften. 
In Gruppe A gab es eine Runde, in der alle einmal gegen alle spielten. Im Halbfinale spielte dann das Team auf Rang eins gegen das Team auf Rang vier und das Team auf Rang zwei gegen das auf Rang drei. Die beiden Sieger aus den Halbfinals spielten schließlich im Finalspiel den Weltmeister aus. In der Gruppe B gab es zwei Gruppen, welche jeweils alle gegen alle einmal spielten. Danach wurden in der Gruppe B noch Platzierungsspiele ausgetragen zwischen den jeweils gleichplatzierten. Die Mannschaften auf Rang fünf und sechs der Gruppe A mussten in der Abstiegsrunde gegen den Gewinner und Zweitplatzierten der Gruppe B antreten.

### Gruppe A
| Rang | Land        | Spieler          | Spieler            |
| ---- | ----------- | ---------------- | ------------------ |
| 1.   | Schweiz     | Paul Looser      | Peter Jiricek      |
| 2.   | Österreich  | Marco Schallert  | Reinhard Schneider |
| 3.   | Tschechien  | Pavel Smid       | Petr Skotak        |
| 4.   | Belgien     | Christoph Baudu  | Rik Deuvaert       |
| 5.   | Deutschland | Jens Häuser      | Thomas Abel        |
| 6.   | Frankreich  | Michel Maillavin | Frédéric Marcoux   |

### Gruppe B
| Rang | Land               | Spieler         | Spieler            |
| ---- | ------------------ | --------------- | ------------------ |
| 1.   | Rumänien           | Dorian Doroftei | Robert Wasmer      |
| 2.   | Japan              | Tsuzuki Katsumi | Matsuda Ko         |
| 3.   | Vereinigte Staaten | Cavin Yarbrough | Charles Berry      |
| 4.   | Hongkong           | Tai Ho Wing     | Fai Lo Man         |
| 5.   | Kroatien           | Daniel Tvrdi    | Andreas Szabo      |
| 6.   | Ungarn             | Tamas Szitas    | Attila Tabacs      |
| 7.   | Malaysia           | Zulkefli Senin  | Samsinar Halim Abd |
| 8.   | Australien         | Daniel Novak    | Daniel Cermak      |

### Auf-Abstiegsrunde
Deutschland und Frankreich konnten sich den Ligaerhalt sichern.
| Rang | Land        | Spieler          | Spieler          |
| ---- | ----------- | ---------------- | ---------------- |
| 1.   | Deutschland | Jens Häuser      | Thomas Abel      |
| 2.   | Frankreich  | Michel Maillavin | Frédéric Marcoux |
| 3.   | Japan       | Tsuzuki Katsumi  | Matsuda Ko       |
| 4.   | Rumänien    | Dorian Doroftei  | Robert Wasmer    |

## Kunstradfahren
Es wurden Wettkämpfe im 1er- 2er- und 4er-Kunstradfahren der Damen und im 1er- und 2er-Kunstradfahren der Herren durchgeführt.

### Modus
Jeder Teilnehmer bzw. jedes Team hatte eine Kür zu fahren. Diese dauerte maximal sechs Minuten und beinhaltete bei den Einzelstartern 28 und bei den Duos 22 verschiedene Elemente mit je einer gewissen Schwierigkeitsstufe, die mit der Grundpunktzahl addiert als Basis für die Bewertung dienten (eingereichte Punkte). Das Endresultat ergab sich nach Abzug der Fehlerpunkte (ausgefahrene Punkte).

### Frauen

#### Einzel
Insgesamt nahmen am Wettkampf 28 Athletinnen teil.
Medaillengewinner
| Rang | Land        | Fahrerin           | einger. | ausgef. |
| ---- | ----------- | ------------------ | ------- | ------- |
| 1.   | Tschechien  | Martina Štěpánková | 340.60  | 334.19  |
| 2.   | Deutschland | Astrid Ruckaberle  | 340.00  | 329.70  |
| 3.   | Deutschland | Silke Gaiser       | 337.80  | 328.23  |

#### Doppel
Insgesamt nahmen am Wettkampf 13 Teams aus 10 Nationen teil.
Medaillengewinner
| Rang | Land        | Fahrerin 1          | Fahrerin 2     | einger. | ausgef. |
| ---- | ----------- | ------------------- | -------------- | ------- | ------- |
| 1.   | Deutschland | Carolin Ingelfinger | Katja Knaack   | 315.60  | 311.53  |
| 2.   | Deutschland | Manuela Schönberger | Silke Gaiser   | 319.40  | 308.40  |
| 3.   | Schweiz     | Seraina Stahel      | Letizia Stahel | 300.20  | 286.77  |

### Herren

#### Einzel
Insgesamt nahmen am Wettkampf 24 Athleten teil.
Medaillengewinner
| Rang | Land        | Fahrer          | einger. | ausgef. |
| ---- | ----------- | --------------- | ------- | ------- |
| 1.   | Deutschland | Martin Rominger | 350.80  | 348.63  |
| 2.   | Tschechien  | Arnost Pokorny  | 344.00  | 329.92  |
| 3.   | Tschechien  | Milan Krivanek  | 333.00  | 329.10  |

#### Doppel
Es nahmen insgesamt 11 Duos aus 9 Nationen teil.
Medaillengewinner
| Rang | Land        | Fahrer 1        | Fahrer 2         | einger. | ausgef. |
| ---- | ----------- | --------------- | ---------------- | ------- | ------- |
| 1.   | Deutschland | Simon Altvater  | Nico Kunert      | 332.00  | 321.85  |
| 2.   | Deutschland | Heiko Rauch     | Michael Rauch    | 326.40  | 316.40  |
| 3.   | Österreich  | Andreas Fritsch | Matthias Fritsch | 298.80  | 284.50  |